# Гурий (Апалько)
Архиепископ Гу́рий (в миру Николай Петрович Апалько; род. 30 мая 1956, посёлок Льнозавод, Полоцкий район, Витебская область) — епископ Белорусской православной церкви, архиепископ Новогрудский и Слонимский.

## Биография
В 1971 году окончил 8 классов и поступил в Витебский станко-инструментальный техникум, который окончил в феврале 1975 года.
С 1975 года стал регулярно ходить в храм. Чтобы не было препятствий для посещения храма, работал рабочим на разных предприятиях города Полоцка.
В 1979 году поступил в Московскую духовную семинарию, а по окончании её в 1982 году — в Московскую духовную академию.
В 1984 году был зачислен в число братии Свято-Троице-Сергиевой лавры.
В июле 1985 года пострижен в монашество с именем Гурий и рукоположён во иеродиакона.
19 декабря 1985 года рукоположён во иеромонаха.
В 1986 году окончил Московскую духовную академию со степенью кандидата богословия и направлен в Жировичский Свято-Успенский монастырь Минской епархии.
С августа 1986 года — казначей монастыря. С апреля 1987 — благочинный монастыря.
С 1989 по 1990 год — инспектор вновь открытой Минской духовной семинарии.
4 марта 1990 года возведён в сан архимандрита и назначен наместником Свято-Успенского Жировичского монастыря.

### Архиерейство
Постановлением патриарха и Священного синода Русской православной церкви от 17 июля 1996 года определён быть епископом Новогрудским и Лидским. 3 августа 1996 года в Свято-Духовом кафедральном соборе Минска наречён во епископа Новогрудского и Лидского. 4 августа в Свято-Успенском соборе Жировичского монастыря хиротонисан во епископа Новогрудского и Лидского. Чин наречения и хиротонии совершили митрополит Минский и Слуцкий Филарет (Вахромеев), архиепископ Могилёвский и Мстиславский Максим (Кроха), епископы Витебский и Оршанский Димитрий (Дроздов), Пинский и Лунинецкий Стефан (Корзун), Гомельский и Жлобинский Аристарх (Станкевич), Полоцкий и Глубокский Глеб (Савин), Тихвинский Константин (Горянов), Туровский и Мозырский Петр (Карпусюк), Гродненский и Волковысский Артемий (Кищенко).
25 февраля 2007 года возведён в сан архиепископа.
Совмещает архипастырское служение с должностью наместника Свято-Успенского Жировичского монастыря, в котором проживает и регулярно совершает богослужения архиерейским чином.
12 января 2012 года решением Святого синода Белорусской православной церкви назначен управляющим делами Белорусского экзархата с освобождением от должности председателя Комиссии по канонизации святых Белорусской православной церкви.
3 сентября 2012 года решением Святого синода Белорусской православной церкви (журнал № 167) назначен исполняющим обязанности ректора Минских духовных школ: Минской духовной академии (до 25 декабря 2014 года) и Минской духовной семинарии. Был ректором до 17 июля 2020 года, когда его сменил А. В. Слесарев. Является преподавателем Священного Писания Нового Завета Минской духовной семинарии.
Решением Синода БПЦ от 5 июля 2013 года (журнал № 11) назначен председателем новообразованного Совета по теологическому образованию Белорусской православной церкви.
16 апреля 2016 года решением Священного синода включён в состав делегации Русской православной церкви для участия в Всеправославном соборе.

## Награды и звания

### Церковные
- Орден Креста преподобной Евфросинии Полоцкой (2016, Белорусская православная церковь)[7].
- Орден преподобной Евфросинии Полоцкой (2002, Белорусская православная церковь).
- Медаль священномученика Владимира Хираско (2018, Синодальный отдел религиозного образования и катехизации Белорусской православной церкви)[8].
- Орден преподобного Сергия Радонежского II степени (2006, Русская православная церковь).
- Орден преподобного Сергия Радонежского III степени (2001, Русская православная церковь).
- Орден преподобного Серафима Саровского II степени (2021, Русская православная церковь)[9].
- Орден Святителя Иннокентия, митрополита Московского и Коломенского II степени (2016, Русская православная церковь)[10].
- Медаль святого равноапостольного князя Владимира (2015, Русская православная церковь)[11].
- Орден святого князя Ростислава Моравского (2003, Православная Церковь Чешских земель и Словакии).

### Светские
- Премия Президента Республики Беларусь «За духовное возрождение» 2011 года (2012)[12].
- Медаль Франциска Скорины (2020)[13].
- Почётный гражданин Новогрудского района[14].
- Почётный гражданин Лиды и Лидского района (2013)[9].
- Почётный гражданин Слонима и Слонимского района (2016)[15].
- Почётный знак Слонимского райисполкома «За заслуги» и диплом Слонимского районного Совета депутатов (2022)[9].